# Zastawka pnia płucnego
Zastawka pnia płucnego (łac. valva trunci pulmonalis) – zastawka tętnicza w sercu zapobiegająca cofaniu się krwi z pnia płucnego do prawej komory.

## Anatomia
Zastawka pnia płucnego składa się z trzech płatków półksiężycowatych (valvulae semilunales) przedniego, prawego i lewego, którym na ścianie pnia płucnego odpowiadają uwypuklenia tworząc razem trzy zatoki pnia płucnego (sinus trunci pulmonalis).

## Fizjologia
Czynność zastawki pnia płucnego polega na zapobieganiu cofania się krwi z pnia płucnego do prawej komory serca.

### Faza skurczowa
Ponieważ zastawka trójdzielna jest zamknięta, płatki zastawki pnia płucnego rozstępują się w kierunku ściany tętnicy płucnej i krew jest wyrzucana do płuc.

### Faza rozkurczowa
Cofająca się krew wypełnia płatki półksiężycowate, powodując ich automatyczne zamknięcie oraz szczelne dociśnięcie ich brzegów do siebie.

## Histologia
Zastawka pnia płucnego składa się z trzech warstw:
- środkowej, zbudowanej z tkanki łącznej właściwej włóknistej,
- obwodowej[2], skierowanej ku aorcie (odpowiadającej jej błonie wewnętrznej), zbudowanej z licznej włókien kolagenowych i sprężystych, nielicznych fibroblastów i miocytów gładkich,
- zewnętrznej, skierowanej ku komorom (odpowiadającej wsierdziu), pokrytej śródbłonkiem, którego komórki leżą na ciągłej blaszce podstawnej i mają owalne lub okrągłe jądra, pod śródbłonkiem znajduje się trójwarstwowa część łącznotkankowa, na którą składają się:
  - podśródbłonkowa warstwa luźna – fibroblasty, włókna kolagenowe i włókna sprężyste w niewielkiej liczbie,
  - warstwa mięśniowo-sprężysta – włókna kolagenowe, włókna sprężyste i miocyty gładkie,
  - warstwa podwsierdziowa – komórki tkanki tłuszczowej żółtej (nieliczne)[1].

Płatki półksiężycowate nie mają naczyń krwionośnych z wyjątkiem położonych w mięśniówce.

## Odmiany
Zastawka pnia płucnego może posiadać jeden, dwa, cztery lub pięć płatków.

## Rozwój płodowy
Rozwój zastawki pnia płucnego jest nierozerwalnie związany z rozwojem stożka tętniczego, który powstaje w 21 dniu z podziału cewy sercowej. Po 7 tygodniu stożek tętniczy dzieli się spiralnie i tworzy wspólnie z workiem aortowym pień płucny i aortę. Równocześnie z powstaniem dwóch większych fałdów wspólnego pnia tętniczego dzielących go na pień płucny i aortę w pniu tym powstają dwa równolegle fałdy mniejsze. Po zrośnięciu się fałdów większych w przegrodę pnia wszystkie fałdy zostają przez nie przepołowione tworząc w pniu płucnym trzy fałdy – dwa powstałe z przepołowienia fałdów większych i jeden z fałdu mniejszego. Następnie części fałdów położonej wyżej zanikają, a części fałdów położone niżej zostają wydrążone od góry i przekształcają się w kieszonki otwarte do pnia płucnego.

## Miejsce osłuchiwania
Dźwięk zamknięcia zastawki pnia płucnego bierze udział w tworzeniu drugiego tonu serca. Miejscem osłuchiwania zastawki pnia płucnego jest druga przestrzeń międzyżebrowa lewa przymostkowo.

## Wady wrodzone zastawki pnia płucnego
- zespół Noonan[5]
- zespół LEOPARD[5]
- zespół Alagille’a[5]
- zwężenie ujścia pnia płucnego[5]

## Choroby zastawki pnia płucnego
- zespół różyczki wrodzonej[5]
- niedomykalność zastawki tętnicy płucnej[6]